# クリス・ファレル
クリス・ファレル（Chris Farrell、1993年3月16日 - ）は、プロD2オヨナ・ラグビーに所属するラグビーユニオン選手。

## プロフィール
- 北アイルランド・ベルファスト出身。
- ポジションはセンター(CTB)。
- 身長 191cm、体重 110kg
- U20アイルランド代表に選ばれたことがある[1]。
- アイルランド代表キャップは15（2025年1月現在）でラグビーワールドカップ2019のアイルランド代表に選ばれた[2]。

## 略歴
アルスター、FCグルノーブルを経て、2017年、マンスターに加入。 
2023年、オヨナに加入。